# Marie Kunert

Marie Kunert

Marie Kunert (geboren als Marie Bombe am 20. Mai 1871 in Berlin; gestorben am 28. Mai 1957 in Berlingen, Schweiz) war eine deutsche sozialistische Politikerin.

## Leben
Marie Bombes Vater war Lehrer, sie hatte fünf Geschwister. Sie besuchte das Lehrerinnenseminar und arbeitete seit 1889 als Übersetzerin aus dem Englischen und Französischen. Außerdem war sie als Schriftstellerin und Mitarbeiterin verschiedener sozialistischer Zeitungen und Zeitschriften tätig. Im Jahr 1890 heiratete sie Fritz Kunert.
Im Jahr 1917 trat Marie Kunert der USPD bei und war 1918 Lektorin im Pressebüro der sowjetischen Botschaft. In den Jahren 1920 und 1921 war sie Bezirksverordnete im 12. Bezirk von Groß-Berlin.
Zwischen 1921 und 1928 gehörte Kunert dem preußischen Landtag an. Dabei war sie 1920 und 1921 Mitglied im Fraktionsvorstand der USPD. Im Jahr 1922 kehrte sie zur SPD zurück und war zwischen 1923 und 1924 Kreisleiterin der Frauen in der SPD für Steglitz, Lichterfelde und Lankwitz. Von 1930 bis 1933 war sie außerdem Mitglied im Reichstag.
In der Zeit des Nationalsozialismus lebte sie mit Unterstützung durch das Schweizerische Arbeiterhilfswerk in der Schweiz und kehrte auch nach dem Krieg nicht auf Dauer nach Deutschland zurück.

## Schriften
- Zur Notlage der deutschen Hebammen. In: Die neue Zeit. Wochenschrift der deutschen Sozialdemokratie. 20.1901-1902, 2. Band (1902), Heft 6=32, S. 179–184. Digitalisat
- Minna Kautsky. In: Die Gleichheit. Nr. 12. 1907.
- Minna Kautsky. In: Die Neue Welt. Auer, Hamburg Nr. 23 1907.
- Unsere Toten. Minna Kautsky. Illustrierter Neue-Welt-Kalender. Auer, Hamburg 1914.